# Chromadora axi
Chromadora axi är en rundmaskart som beskrevs av Gerlach 1951. Chromadora axi ingår i släktet Chromadora och familjen Chromadoridae. Inga underarter finns listade i Catalogue of Life.